# Planetoida klasy B

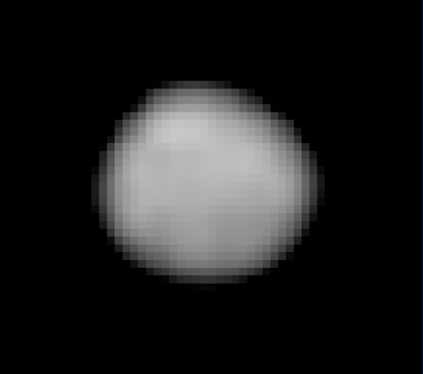
Pallas - największa planetoida klasy B

Planetoida klasy B – stosunkowo rzadki typ planetoidy węglowej, wchodzącym w skład szerszej grupy C. Obiekty klasy B są częste w zewnętrznym pasie planetoid, a także dominują w rodzinie Pallas, która obejmuje drugą co do wielkości planetoidę (2) Pallas. Są one uznawane za prymitywne, bogate w lotne związki, pozostałości z wczesnych etapów formowania się Układu Słonecznego.

## Charakterystyka
Generalnie podobne do obiektów typu C, jednak różniące się w tym, że pochłanianie ultrafioletu poniżej 0,5 mikrometrów jest małe lub nieobecne, a widmo jest raczej lekko niebieskawe niż czerwone. Ich albedo również bywa większe niż w ogólnie bardzo ciemnym typie C.
Spektroskopia obiektów klasy B sugeruje jako główne składniki ich powierzchni: bezwodne krzemiany, uwodnione składniki mineralne gliny, organiczne polimery, magnetyt, i sulfidy. Najbliższe charakterystyki do planetoid klasy B zostały uzyskane dla meteorytów węglowo-chondrytowych, które zostały delikatnie podgrzane w laboratorium.